# مرفلد
مرفلد (به آلمانی: Meerfeld) یک شهر در آلمان است که در برنکاستل-ویتلیش واقع شده‌است. مرفلد ۳۶۵ نفر جمعیت دارد.